# Vierdaagse van Duinkerke 2018
De 64e editie van de Vierdaagse van Duinkerke werd verreden in 2018 van 8 tot en met 13 mei. De start en finish waren in Duinkerke. De ronde maakte deel uit van de UCI Europe Tour 2018 in de UCI-wedstrijdcategorie 2.HC. In 2017 won de Fransman Clément Venturini . Dit jaar won de Belg Dimitri Claeys het eindklassement.

## Deelnemende ploegen
| WorldTour        | ProContinentaal            | ProContinentaal              | Continentaal            |
| ---------------- | -------------------------- | ---------------------------- | ----------------------- |
| AG2R La Mondiale | Aqua Blue Sport            | Roompot-Nederlandse Loterij  | Roubaix Lille Métropole |
| Groupama-FDJ     | Cofidis                    | Sport Vlaanderen-Baloise     | Saint Michel-Auber 93   |
| Lotto Soudal     | Delko Marseille Provence   | Team Fortuneo-Samsic         |                         |
|                  | Direct Energie             | Veranda's Willems-Crelan     |                         |
|                  | Euskadi-Murias             | Vital Concept Cycling Club   |                         |
|                  | Gazprom-RusVelo            | Wanty-Groupe Gobert          |                         |
|                  | Nippo-Vini Fantini-Faizanè | WB Aqua Protect Veranclassic |                         |

## Etappe-overzicht
| etappe | datum  | start            | finish          | type       | afstand  | winnaar        | klassementsleider |
| ------ | ------ | ---------------- | --------------- | ---------- | -------- | -------------- | ----------------- |
| 1e     | 8 mei  | Duinkerke        | La Bassée       | Vlakke rit | 165,3 km | Marc Sarreau   | Marc Sarreau      |
| 2e     | 9 mei  | Le Quesnoy       | Soissons        | Heuvelrit  | 177,3 km | André Greipel  | Bryan Coquard     |
| 3e     | 10 mei | Fort-Mahon-Plage | Eske            | Heuvelrit  | 171,5 km | Nacer Bouhanni | Timothy Dupont    |
| 4e     | 11 mei | Dainville        | Mont-Saint-Éloi | Heuvelrit  | 172,5 km | Bryan Coquard  | Bryan Coquard     |
| 5e     | 12 mei | Wormhout         | Kassel          | Heuvelrit  | 178,7 km | André Greipel  | Dimitri Claeys    |
| 6e     | 13 mei | Coulogne         | Duinkerke       | Vlakke rit | 169,8 km | Olivier Le Gac | Dimitri Claeys    |

## Eindklassementen
| Plaats    | Naam              | Ploeg                       | Tijd      |
| --------- | ----------------- | --------------------------- | --------- |
| Roze trui | Dimitri Claeys    | Cofidis                     | 24u52'54" |
| 2         | André Greipel     | Lotto Soudal                | + 1"      |
| 3         | Oscar Riesebeek   | Roompot-Nederlandse Loterij | + 2"      |
| 4         | Alexis Gougeard   | AG2R La Mondiale            | + 12"     |
| 5         | Casper Pedersen   | Aqua Blue Sport             | + 41"     |
| 6         | Xandro Meurisse   | Wanty-Groupe Gobert         | + 46"     |
| 7         | Valentin Madouas  | Groupama-FDJ                | + 50"     |
| 8         | Timothy Dupont    | Wanty-Groupe Gobert         | + 52"     |
| 9         | Julien Antomarchi | Roubaix Lille Métropole     | + 53"     |
| 10        | Olivier Le Gac    | Groupama-FDJ                | + 56"     |

| Plaats      | Naam           | Ploeg                       | Punten |
| ----------- | -------------- | --------------------------- | ------ |
| Groene trui | Timothy Dupont | Wanty-Groupe Gobert         | 61     |
| 2           | Wouter Wippert | Roompot-Nederlandse Loterij | 56     |
| 3           | André Greipel  | Lotto Soudal                | 47     |

| Plaats | Naam                | Ploeg                   | Punten |
| ------ | ------------------- | ----------------------- | ------ |
| 1      | Pierre Idjouadiene  | Roubaix Lille Métropole | 24     |
| 2      | Conor Dunne         | Aqua Blue Sport         | 18     |
| 3      | Lasse Norman Hansen | Aqua Blue Sport         | 13     |
|        |                     |                         |        |
| 4      | Dimitri Claeys      | Cofidis                 | 9      |
| 7      | Peter Koning        | Aqua Blue Sport         | 9      |

| Plaats | Ploeg                    | Tijd      |
| ------ | ------------------------ | --------- |
|        | Groupama-FDJ             | 74u41'14" |
| 2      | Aqua Blue Sport          | + 53"     |
| 3      | Delko Marseille Provence | + 1'24"   |

1955 · 1956 · 1957 · 1958 · 1959 · 1960 · 1961 · 1962 · 1963 · 1964 · 1965 · 1966 · 1967 · 1968 · 1969 · 1970 · 1971 · 1972 · 1973 · 1974 · 1975 · 1976 · 1977 · 1978 · 1979 · 1980 · 1981 · 1982 · 1983 · 1984 · 1985 · 1986 · 1987 · 1988 · 1989 · 1990 · 1991 · 1992 · 1993 · 1994 · 1995 · 1996 · 1997 · 1998 · 1999 · 2000 · 2001 · 2002 · 2003 · 2004 · 2005 · 2006 · 2007 · 2008 · 2009 · 2010 · 2011 · 2012 · 2013 · 2014 · 2015 · 2016 · 2017 · 2018 · 2019 · 2020 · 2021 · 2022 · 2023 · 2024